# 蛮好的人生
《蛮好的人生》（英語：A Better Life），为中國中央电视台、尚世影业以及优酷出品，由汪俊执导，費慧君、李曉亮編劇，孫儷、董子健、胡杏兒、高鑫等人主演的中國大陸連續剧。剧情改編自同名小說，并以都市生活為背景，主要講述保險行業的故事。
此剧于2025年4月17日於中国中央电视台电视剧频道首播，並於OTT平台優酷「生花剧场」與旗下「酷喵TV」同步上架，頻道收視率最高曾達3%以上，孫儷在劇中靈活切換普通話、上海話的演出獲得相當的話題性。
隔日4月18日起，於中華電信旗下的IPTV平台MOD、OTT平台Hami Video和愛爾達電視旗下的OTT平台ELTA.tv，與中國大陸同步上架、跟播。4月26日起，每日晚上7點半於東方衛視、北京衛視播出。5月6日起，每晚7點於Astro AEC頻道在馬來西亞電視平台首播，同時全劇上架旗下OTT平台Astro On Demand。
6月7日起，於Netflix上架全劇。6月18日起，每日晚間8點於愛爾達影劇台在台灣電視平台首播。

## 上映時間
| 無綫電視、TVB Anywhere翡翠台 21:30-22:30       | 無綫電視、TVB Anywhere翡翠台 21:30-22:30   | 無綫電視、TVB Anywhere翡翠台 21:30-22:30 |
| ---------------------------------------------- | ------------------------------------------ | ---------------------------------------- |
|                                                | 中年好翻身 （2025年6月24日— 2025年8月1日） |                                          |
| 清明上河圖密碼 （2025年5月27日—2025年6月23日） | 藏海傳 （2025年8月4日— ）                  |                                          |

## 演員

### 主演
- 孫儷飾胡曼黎
- 董子健飾薛曉舟
- 胡杏兒飾邱麗蘇
- 高鑫飾丁致遠

### 其他
- 童蕾飾鍾寧
- 葉青飾唐玲
- 康寧飾李羽可
- 陳瑤飾吳雅
- 徐崴羅飾丁達爾
- 范世錡飾艾臨江
- 蔣雪鳴飾楊一暢
- 劉鈞飾金振華
- 鄔君梅飾李青青
- 張晨光飾艾中華
- 趙龍豪飾李奮鬥
- 馮雷飾魏遠翔
- 周野芒飾胡德功
- 曲哲明飾陳放
- 胡明飾丁富貴
- 吳玉芳飾周淑芳
- 何藍逗飾王雪
- 衛萊飾嚴秘書
- 王雯琴飾李珊
- 鄭湫泓飾王春露
- 林曉凡飾馬曉偉
- 張璇飾薇娜
- 楊冰飾柳曉萱
- 張婉兒飾王詩言
- 金溪飾黃佳佳

## 制作

### 取景地
《蛮好的人生》主要在上海拍攝，劇中出現了包括上海中心、环球金融中心、东方明珠广播电视塔、黄浦江、苏州河、外白渡桥、四川路桥、上海邮政大楼、上海国际会议中心、华亭宾馆、上海交通大学徐汇校区等86處上海地標。

## 重播
因為中國國內首播的迴響良好，獲得較佳的收視表現，並登上新浪微博熱搜榜。接著，香港翡翠台引入重播，期待可以有良好的收視表現及增加廣告宣傳效益。引入後總集數調整為25集，自2025年6月24日播放至7月29日。

## 外部連結
- 电视剧《蛮好的人生》的新浪微博
- 豆瓣电影上《蛮好的人生》的資料 （简体中文）
- 在優酷網上觀看《蛮好的人生》
- 《中年好翻身》myTV SUPER粵語線上看